# Frans Wilhelm Odelmark

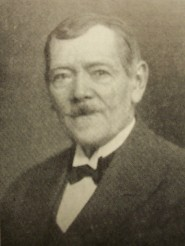
Frans Wilhelm Odelmark

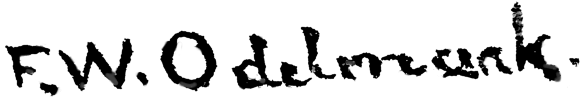

Frans Wilhelm (Vilhelm) Odelmark (* 8. Februar 1849 in Västervik, Småland, Schweden; † 20. November 1937 in Stockholm) war ein schwedischer Genre- und Architekturmaler der Düsseldorfer Schule.

## Leben

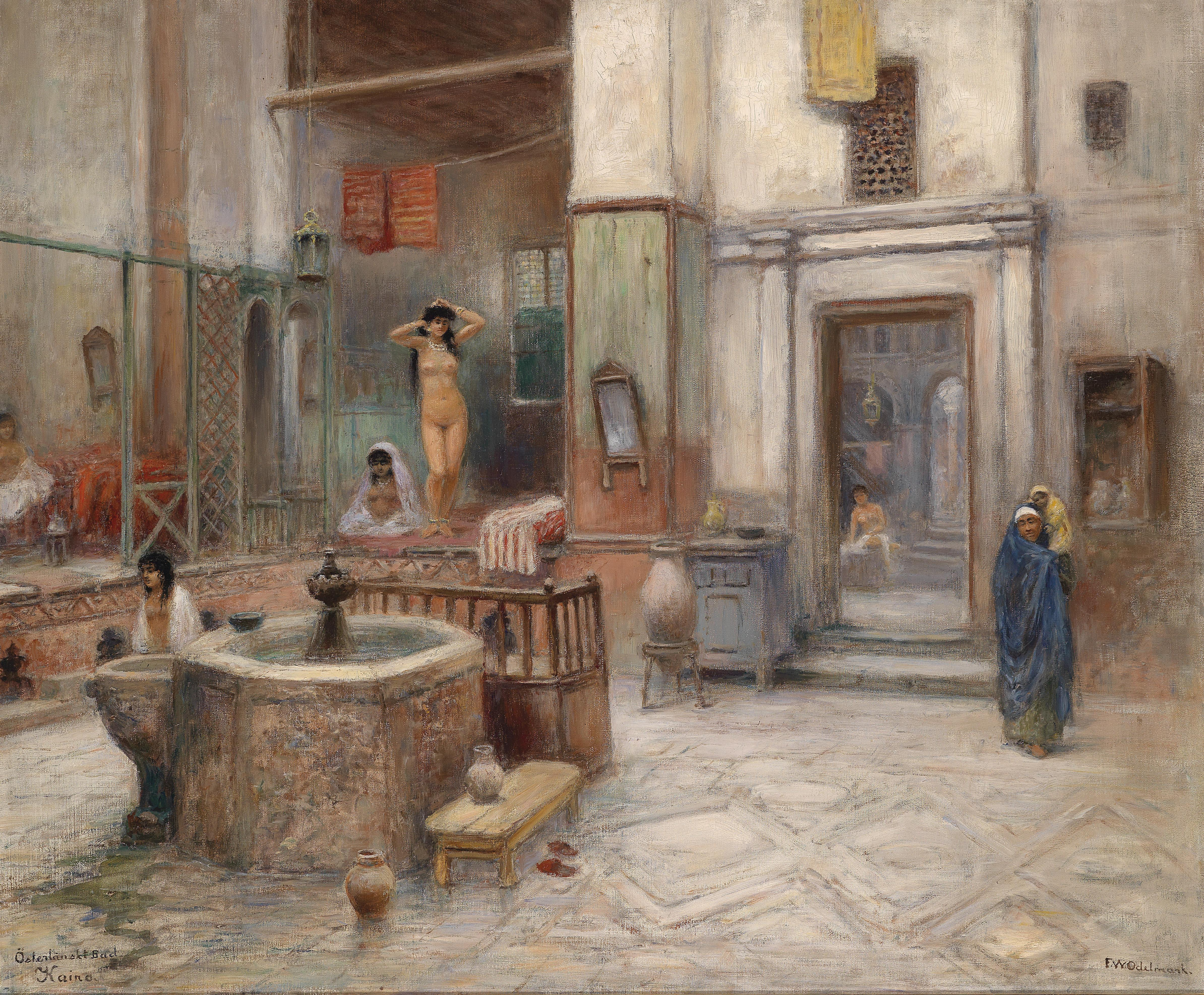
Bad in Kairo

Odelmark studierte Malerei an der Kunstakademie Stockholm. Von 1870 bis 1875 lebte er in Düsseldorf, danach bis 1880 sowie in den Jahren 1882 bis 1884 in München, später in Stockholm. Studienreisen führten ihn nach Österreich, Italien und Spanien. In koloristischer Öl-, Pastell- und Aquarellmalerei schuf er hauptsächlich Veduten, genrehafte Straßenansichten und Interieurs, besonders mit folkloristischen, venezianischen und orientalistischen Motiven.